# Inter Club d'Escaldes
Inter Club d'Escaldes är en fotbollsklubb i Escaldes-Engordany i Andorra, grundad 1993. Klubben spelar i Andorras högsta division Primera Divisió.

## Meriter
- Primera Divisió: 3
2019/20, 2020/21, 2021/22
- Copa Constitució: 2
2020, 2023
- Supercopa de Andorra: 3
2020, 2021, 2022

## Färger
Inter Club d'Escaldes spelar i svart och blå trikåer, bortastället är röd.
| Inter Club d'Escaldes | Inter Club d'Escaldes |

### Trikåer
| ? | 2010/12 s. | 2012/16 s. | 2020/21 s. |

## Placering tidigare säsonger
| Säsong  | Nivå | Liga            | Placering | Referens | Notering |
| ------- | ---- | --------------- | --------- | -------- | -------- |
| 2013/14 | 1    | Primera Divisió | 7         | [ 1 ]    |          |
| 2014/15 | 1    | Primera Divisió | 8         | [ 2 ]    |          |
| 2015/16 | 2    | Segona Divisió  | 5         | [ 3 ]    |          |
| 2016/17 | 2    | Segona Divisió  | 1         | [ 4 ]    |          |
| 2017/18 | 1    | Primera Divisió | 6         | [ 5 ]    |          |
| 2018/19 | 1    | Primera Divisió | 3         | [ 6 ]    |          |
| 2019/20 | 1    | Primera Divisió | 1         | [ 7 ]    |          |
| 2020/21 | 1    | Primera Divisió | 1         | [ 8 ]    |          |
| 2021/22 | 1    | Primera Divisió | 1         | [ 9 ]    |          |
| 2022/23 | 1    | Primera Divisió | 2         | [ 10 ]   |          |
| 2023/24 | 1    | Primera Divisió | 2         | [ 11 ]   |          |